# Elisabetta Priante

Elisabetta Priante, née le 26 février 1991 à Thiene, est une joueuse de squash représentant l'Italie. Elle atteint, en février 2012, la 172e place mondiale sur le circuit international, son meilleur classement. Elle est championne d'Italie en 2014.

## Biographie
Elle participe avec l'équipe nationale italienne aux championnats d'Europe par équipes 2012 à Nuremberg et en 2014 à Riccione.

## Palmarès

### Titres
- Championnats d'Italie :  2014